# بونابي

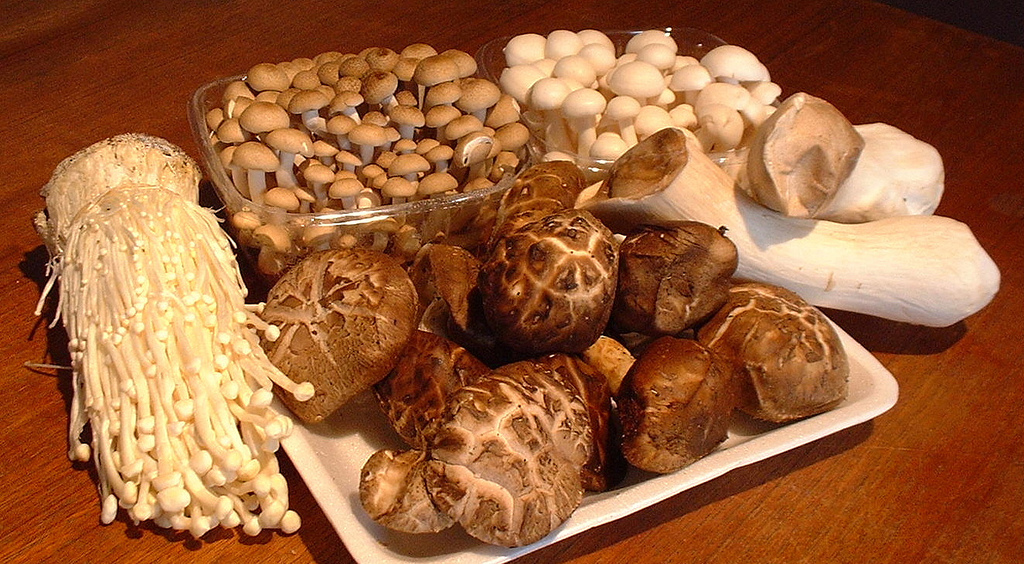
مجموعة من الفطريات الآسيوية التي تدخل في تحضير العديد من الأطعمة، بما فيها فطر البونابي (الفطر الأبيض في الخلف)، بجانب البونا شيميجي، حيث يمكن ملاحظة الفرق في اللون

بونابي أو بونابي شيميجي (باليابانية: ブナピー، بالإنجليزية: Bunapi) هو نوع من أنواع الفطريات الصالحة للأكل، أنتجتها شركة هوكوتو اليابانية من فطر البونا شيميجي. يتميز فطر البونابي بلونه الأبيض، المخالف للبونا شيميجي الأصلي والبني اللون، ولهذا يطلق عليه اسم الزان الأبيض أو الفطر الصدفي الأبيض. للبونابي ملمس مقرمش وناعم.